# Нибур, Герман Иеремия
Герман Иеремия Нибур (нидерл. Herman Jeremias Nieboer; 19 января 1873, Гаага — 16 ноября 1920, Роттердам) — нидерландский этнолог, социальный антрополог и путешественник.
На протяжении жизни путешествовал по Южной Африке, Индонезии, Северной Америке, Австралии и другим регионам. В последние годы жизни был членом муниципального совета Гааги, где сейчас одна из улиц названа его именем. Оставил целый ряд работ по этнологии «примитивных» народов.
В 1900 году написал труд «Рабство как система хозяйства», значительно переработанный им в 1910 году. Уже в 1901 году книга была переведена на английский и некоторые другие европейские языки. Для своего времени она считалась одной из наиболее фундаментальных работ по проблематике рабства, привлекла довольно широкое внимание мировых учёных и сделала молодого автора достаточно известным в научных кругах. На русском языке издавалась дважды — в 1902 и 1907 годах в переводе этнографа А. Н. Максимова, который почему-то посчитал Нибура английским этнологом (возможно, из-за перевода с английского издания) и в ряде своих последующих статей подверг критике ряд выводов автора.
Книга, переиздающаяся до сих пор, состоит из двух частей, в первой из которых приводится история рабства, во второй же излагаются взгляды автора на теорию возникновения и существования либо же отсутствия рабства в зависимости от конкретных экономических условий (в частности, «залогом» развития рабства он считал сельское хозяйство, поскольку оно создаёт условия, способствующие его распространению).
Следует отметить, что в своей работе Нибур уделяет основное внимание рабству в так называемых «примитивных» культурах, в том числе существовавших ещё в период XIX—XX веков (в Африке, Канаде, Австралии, Юго-Восточной Азии и так далее), нежели рабству в древности. Немалое внимание в книге уделено также рабству чернокожих в США и крепостному праву в России, а также сравнению этих двух систем.

## Сочинения
- Рабство как система хозяйства. Этнологическое исследование = Slavery as an industrial system: Ethnological Researches. — Ленанд, 2011. — 442 с. —  ISBN 978-5-396-00300-2